# Gabriela Kopcová
Gabriela Kopcová, provdaná Střeláková, (16. května 1945 Domamil – 15. května 2025) byla česká knihovnice, spisovatelka, autorka knih pro děti a výtvarnice. Pro svou uměleckou tvorbu používala dívčí jméno Kopcová.

## Dílo
- A co tvůj mobil?  (2005)
- Abecední hrátky se zvířátky (2001, 2002)
- Člověk rodu ženského (1983)
- Jirkova cesta vesmírem (2016)
- Kohout Fejfara (2008)
- Kosmofabeloj por bona nokto (2020, do esperanta př. Miroslav Malovec)
- Líný Krocan (2009)
- Liščí pohádka (2004)
- Nejkrásnější pohádky (2013)
- Paní Pohádka (2012)
- Pohádky o planetách – Vesmírníčky na dobrou noc (2016)
- Pohádky pro nejmenší (2011)
- Pohádky od vody (2018)
- Pohádky s velkými písmeny (2014)
- Pohádky z hájovny (2003, 2012, 2016, 2022)
- Pohádky z rozkvetlé louky (2023)
- Pohádky z tajemného lesa (2007)
- Pohádky ze statku (2007, 2013, 2020)
- První čtení s velkými písmeny (2013, 2019)
- Příběhy z lesa (2019)
- Rozprávky pre najmenších (2011, př. Ján Dziak)
- Říkadla a pohádky (2011, 2021)
- Samohlásky na výletě: pohádková abeceda (2016)
- Sojčí pohádka (2008)
- Srnčí pohádka (2007)
- Štěpánka objevuje planety (2017)
- Učíme se číst: čtyři druhy písma (2018)
- Zaječí pohádka (2007)